# Kerek az én szűröm alja
A Kerek az én szűröm alja régi stílusú dudanóta. Az 1800-as évek elején került bele a Kállai kettősbe Jó bort árul Sirjainé kezdetű szöveggel.
Mikszáth Kálmán megemlíti a dalt Két választás Magyarországon című művében.
Feldolgozások:
| Szerző        | Mire               | Mű                                          | Előadás |
| ------------- | ------------------ | ------------------------------------------- | ------- |
| Kodály Zoltán | vegyeskar, zenekar | Kállai kettős, 2. dal Jó bort árul Sirjainé | [ 3 ]   |

## Kotta és dallam
| Zöld a pázsit, megnőtt a fű, az én rózsám kökényszemű. Jaj a szívem, fáj a szívem, ugyan ki gyógyít meg engem? | Móric gazda, egy icce bort, frissen, akit most fölmarkolt. Torkomon akadt a bánat, hagy öntsem le, mert föltámad. |                            |
| A Kállai kettősbeli szöveg első két versszaka:                                                                 | |                            |
| Jó bort árul Sirjainé, Ott kucorog a vén Dúzsné, Aranyhajú Ecsediné, gödénytorkú Nagybédiné.                   | Kerek az én szűröm alja, piros selyemmel kivarrva. Magamról ha levetkezem, szűröm fejem alá teszem.               | Dallamváltozatok: 1) 2) 3) |

## Felvételek
- Kerek az én szűröm alja. Csóka Anita  YouTube (2015. március 19.)  (Hozzáférés: 2016. szeptember 21.) (audió) ének
- Jó bort árul Sirjainé. Sulinet (Hozzáférés: 2016. szeptember 21.) (audió) ének
- Kerek az én szűröm alja... (Dudanóták): Hungarian Soldier Song. Téka együttes  YouTube (2014. július 1.)  (Hozzáférés: 2016. szeptember 21.) (audió) 1:58-ig. ének, duda
- Kerek az én szűröm alja. Bartók Béla eredeti felvétele  YouTube (1980. március 14.)  (Hozzáférés: 2016. szeptember 21.) (audió)